# Sob Pressão (4.ª temporada)
A quarta temporada da série de televisão brasileira Sob Pressão foi exibida de 12 de agosto a 21 de outubro de 2021 pela TV Globo, que co-produz a trama em parceria com a Conspiração Filmes.
Criada por Luiz Noronha, Claudio Torres, Renato Fagundes e Jorge Furtado, é escrita por Lucas Paraizo com a colaboração de Márcio Alemão e Pedro Riguetti, conta com a direção artística de Andrucha Waddington, que assina também a direção geral ao lado de Mini Kerti, Rebeca Diniz, Júlio Andrade e Pedro Waddington, além da direção de gênero de José Luiz Villamarim.
Com Júlio Andrade e Marjorie Estiano nos papéis principais, o elenco ainda conta com as participações estrelares de Bruno Garcia, Pablo Sanábio, Drica Moraes, David Junior, Marcelo Batista e Josie Antello.

## Sinopse
Depois atuarem na linha de frente da luta contra a COVID-19 nos hospitais, Evandro (Júlio Andrade), Carolina (Marjorie Estiano), Décio (Bruno Garcia), Charles (Pablo Sanábio), Vera (Drica Moraes), Mauro (David Junior), Gustavo (Marcelo Batista), Keiko (Julia Shimura) e Rosa (Josie Antello) voltam a enfrentar os desafios da saúde pública no maior hospital do Rio de Janeiro. A equipe medica passa a integrar a equipe do Edith de Magalhães, hospital que é referência na capital fluminense e cujo nome é uma homenagem à enfermeira Edith de Magalhães Fraenkel, pioneira da saúde e enfermagem que ajudou a combater a gripe espanhola no Brasil, eles se juntam a outros profissionais de tamanha importância, como a recém-formada enfermeira Lívia (Bárbara Reis), para se dedicar a outros casos de urgência.
Em paralelo à rotina caótica de uma emergência pública deste patamar, Evandro e Carolina se deparam ainda com um dilema na vida pessoal. A chegada de um bebê chamado Francisco – fruto do relacionamento anterior de Evandro com Diana (Ana Flávia Cavalcanti) – ao hospital causa um turbilhão de emoções na vida do casal, que precisam enfrentar novas questões relacionadas à família.

## Elenco

### Principal
- Júlio Andrade como Dr. Evandro Moreira, cirurgião torácico
- Marjorie Estiano como Drª. Carolina Alencar, cirurgiã vascular
- Bruno Garcia como Dr. Décio Guedes, clínico geral
- Pablo Sanábio como Dr. Charles Garcia, cirurgião geral
- Drica Moraes como Drª. Vera Lúcia Veiga, médica infectologista
- David Junior como Dr. Mauro, neurocirurgião
- Bárbara Reis como Lívia, enfermeira
- Josie Antello como Rosa, recepcionista do hospital
- Julia Shimura como Keiko Yamada, enfermeira
- Marcelo Batista como Dr. Gustavo Lemos

### Recorrente
- Ana Flávia Cavalcanti	como Diana
- João Vitor Silva como Leonardo Veiga
- Thelmo Fernandes como Capitão Botelho
- Claudia di Moura como Dona Maria[4]
- Grace Passô como Selma
- Peter Brandão como William
- Nathalia Fabris como Karen[5]
- Luciano Quirino como Gilson[5]
- Cyria Coentro como Nilce[5]

### Participações especiais
Episódio 1
- Yanna Lavigne como Miriam[6][7]
- Douglas Cantudo como Rodolfo[8]
- Alexandre Paz como Gil[8]
- Regiane Pereira como Angela[8]
- João Vicente como Uindersson[8]

Episódio 2
- Dayse Pozato como Lindalva[9]
- Pati Santana como Thaisa[9]
- Roger Gobeth como Guilherme[9]
- Karen Junqueira como Sofia[9]
- Leo Tucherman como Beto[9]
- Pablo Sobral como Ademilson[9]

Episódio 3
- Igor Fernandez como Túlio[5]
- Jade Cardozo como Dani[5]
- Rogério Luis como Hélio[5]
- Adriano Garib como Nivaldo[5]
- Matheus Costa como José Carlos (Joca)[5]

Episódio 4
- Duny Lutch como Robson[10]
- Giulia Ayumi Iriê como Juciele[10]
- Miwa Yanagizawa como Cibele[10]
- Marcio  Ricciardi como Pai de Robson[10]
- Maria beta Perez como Mãe de Robson[10]
- Arlete Salles como Esmeralda[4]
- Ary Fontoura como Arnaldo[4]
- Kelner Macedo como Kleber[10]

Episódio 5
- Tatiana Tiburcio como Elis

Episódio 6
- Enrique Díaz como Adilson

Episódio 7
- Osvaldo Mil como Avelino[11]
- Giowana Cambrone como Cátia[11]
- Caio Vegatti como Tito[12]

Episódio 8
- Aílton Graça como Genésio[4][13]
- Isaque Lopes como Gian[14]
- Antônio Fragoso como Olavo Pena[14]
- Luiz Octavio Moraes como Pérsio[14]
- Marcia Santos como Marilda[14]

Episódio 9
- Rose Abdallah como Luzia[15]
- João Campany como Rony

Episódio 10
- Bianca Byington como Juiza
- Tadeu Mello como Toniquinho
- Laura Barreto como Debora
- Théo Werneck como

Episódio 11
- Stella Rabello como Regina
- Vinícius Moreno como Marlon

## Episódios
| N.º geral | N.º na temp. | Título        | Dirigido por                           | Escrito por                                                                   | Exibição original      | Audiência |
| --- | ------------ | ------------- | -------------------------------------- | ----------------------------------------------------------------------------- | ---------------------- | --------- |
| 37 | 1            | "Episódio 1"  | Andrucha Waddington                    | Lucas Paraizo, Márcio Alemão e Pedro Riguetti                                 | 12 de agosto de 2021   | 20,4      |
| A caminho do Hospital Edith de Magalhães, Evandro (Júlio Andrade) e Carolina (Marjorie Estiano) presenciam um homem atacando o casal Rodolfo (Douglas Cantudo) e Mirian (Yanna Lavigne), que está dentro do carro, no trânsito. Ferido, o motorista deixa o veículo para proteger a esposa grávida e é socorrido pelos médicos. Evandro ainda tenta evitar o pior e conversar com o homem, Gil (Alexandre Paz), que aparenta sofrer com transtornos mentais, mas o médico acaba ferido, assim como o agressor, baleado pela polícia. Já no hospital, Mirian, apesar de não ter se ferido no incidente, está nervosa. Atendida por Décio (Bruno Garcia), ela recebe o diagnóstico de pressão alta e a angústia da espera por notícias sobre o estado de saúde do marido faz com que a mulher – hipertensa e diabética – entre em trabalho de parto. Cabe, então, a Evandro e Carolina lidarem com a situação, que é de extremo risco. Enquanto isso, Vera (Drica Moraes) recebe Angela (Regiane Pereira), que desmaia ainda na recepção da emergência. Acompanhada de seu filho Uindersson (João Vicente), a mulher, que está desempregada e vende bala no sinal de trânsito, está com hipoglicemia porque está sem comer há dias. Na enfermaria, Uindersson acaba pegando escondido um sanduíche destinado aos pacientes e é flagrado pela polícia, que enfrenta a situação com violência e truculência. Mensagem final: Cerca de 20 milhões de pessoas passam fome no Brasil. |              |               |                                        |                                                                               |                        |           |
| 38 | 2            | "Episódio 2"  | Andrucha Waddington                    | Lucas Paraizo e Flavio Araujo                                                 | 19 de agosto de 2021   | 18,8      |
| Uma forte chuva que atinge o Rio de Janeiro durante a madrugada intensifica os atendimentos no Hospital Edith de Magalhães e deixa Charles (Pablo Sanábio) ainda mais estressado na função de chefe da emergência. Um pouco antes de amanhecer, a equipe médica recebe Lindalva (Dayse Pozato), vítima de atropelamento enquanto atravessava a rua a caminho do trabalho. Além dela, os ocupantes do veículo – Sofia (Karen Junqueira) e Guilherme (Roger Gobeth) – também são encaminhados para a emergência com ferimentos mais leves. Em estado grave, Lindalva é levada para uma tomografia, mas tem uma parada cardíaca ao mesmo tempo em que o tomógrafo para de funcionar. Carolina (Marjorie Estiano), Evandro (Júlio Andrade) e Mauro (David Junior) controlam os sinais vitais da paciente e conseguem levar a mulher para o centro cirúrgico enquanto Vera (Drica Moraes), que acaba de chegar no plantão, atende os ocupantes do carro. Vera recebe a visita do filho Leonardo (João Vitor Silva) que acaba roubando o receituário da mãe. O estado de saúde de Lindalva piora e Thaisa (Pati Santana), a filha da vítima, se desespera. Sofia, que inicialmente diz não se lembrar do acidente, não consegue disfarçar o desconforto com a situação e acaba revelando a verdade sobre o que aconteceu para Carolina. Enquanto isso, Charles faz de tudo para consertar o tomógrafo. Apesar de não ter o aval do diretor do hospital, ele decide contratar Ademilson (Pablo Sobral), um eletricista do bairro. Mas um grave incidente deixa o homem entre a vida e a morte. A atitude de Charles gera consequências. Ele é destituído do cargo e o neurocirurgião Mauro assume como o novo chefe da emergência. Evandro recebe uma ligação de Diana (Ana Flávia Cavalcanti), mulher com quem ele se envolveu no passado. Mensagem final: No trânsito, dirija com respeito e responsabilidade. |              |               |                                        |                                                                               |                        |           |
| 39 | 3            | "Episódio 3"  | Mini Kerti                             | Lucas Paraizo e Flavio Araujo                                                 | 26 de agosto de 2021   | 20,7      |
| A chegada de Diana (Ana Flava Cavalcanti) com um bebê levanta as suspeitas de que se trata do filho de Evandro (Júlio Andrade) com a ex-namorada. Muito doente, a criança precisa ser atendida pela equipe médica do Edith de Magalhães e, mais uma vez, Evandro se vê diante do impasse de operar um ente querido. Na entrada de ambulâncias, Mauro (David Junior) e Charles (Pablo Sanábio) recebem Dani (Jade Cardoso), uma paciente que sofreu acidente de moto e não sente as pernas. O neurocirurgião avalia as suas condições e decide realizar uma cirurgia. O caso faz com que Mauro decida procurar Karen (Nathalia Fabris), uma jovem bailarina atendida por ele no passado que ficou incapacitada de voltar a dançar. Mas os pais da jovem, Nilce (Cyria Coentro) e Gilson (Luciano Quirino), não gostam da visita. Em outro leito da emergência, Vera (Drica Moraes) atende Nivaldo (Adriano Garib) e seu filho Joca (Matheus Costa), um jovem com deficiência intelectual que sofre preconceito recorrente. Ele chega ao Edith de Magalhães machucado após ser agredido na lanchonete onde trabalha. O pai, nervoso com a situação e em constante estado de alerta, na tentativa de proteger o rapaz, passa mal e também precisa de atendimento. Mensagem final: As pessoas com deficiência têm direito a uma vida com autonomia e independência. Valorize as diferenças. |              |               |                                        |                                                                               |                        |           |
| 40 | 4            | "Episódio 4"  | Rebeca Diniz                           | Lucas Paraizo e Márcio Alemão                                                 | 1 de setembro de 2021  | 20,3      |
| Uma briga entre torcidas provoca a queda da arquibancada durante um jogo de futebol. Devido às Eliminatórias da Copa, Carolina (Marjorie Estiano) e Evandro (Júlio Andrade) correm contra o tempo na tentativa de salvar a vida de Robson (Duny Lutch) e Juciele (Giulia Ayumi Iriê), torcedores de times rivais que namoravam às escondidas embaixo da arquibancada. Robson é o primeiro a chegar à emergência e logo é encaminhado para uma cirurgia delicada, na qual os médicos precisam usar as últimas bolsas de sangue do estoque do hospital. Juciele chega em seguida e também precisa de transfusão, mas não há mais unidades disponíveis. A médica tenta, então, mobilizar os pacientes para doação, mas a rivalidade entre as torcidas ainda parece prevalecer. Vera (Drica Moraes) chega atrasada ao plantão por conta do embate com o filho Leonardo (João Vitor Silva) ao encontrar receituários falsificados em suas coisas. Já no trabalho, ela atende Esmeralda (Arlete Salles), que chega para uma consulta de rotina e descobre que é portadora do vírus HIV. A mulher desconfia que seu parceiro, Arnaldo (Ary Fontoura), seja o responsável pela transmissão e pede que ele vá ao hospital encontrá-la. Enquanto isso, o filho de Evandro e Diana (Ana Flávia Cavalcanti) se recupera bem da cirurgia e está prestes a receber alta. O médico, orgulhoso da vitória do filho e apaixonado pela ideia da paternidade, quer registrar a criança e pede a Diana que vá com ele ao cartório. Carolina, apesar de não saber ainda onde se encaixa na situação, enxerga o brilho nos olhos do marido e dá todo o apoio que ele precisa, mas uma atitude de Diana está prestes a mudar muitas coisas. Mensagem final: O HIV pode atingir pessoas de qualquer idade. Faça o teste. Iniciar o tratamento cedo pode garantir uma vida saudável. |              |               |                                        |                                                                               |                        |           |
| 41 | 5            | "Episódio 5"  | Andrucha Waddington e Pedro Waddington | Lucas Paraizo, André Sirangelo e Pedro Riguetti                               | 8 de setembro de 2021  | 20,2      |
| Um curto circuito elétrico na central de refrigeração do hospital Hospital Edith de Magalhães provoca um incêndio no local, que precisa ser evacuado com urgência. Pacientes e funcionários se espalham pela calçada enquanto médicos se juntam aos bombeiros e se arriscam em meio ao fogo e muita fumaça na tentativa de salvar a vida dos feridos. Evandro (Júlio Andrade) e Carolina (Marjorie Estiano) estão em uma cirurgia quando o incêndio começa. O médico, que pediu a Rosa (Josie Antello) para cuidar de seu filho durante o procedimento, é o primeiro a deixar o centro cirúrgico em busca de notícias da criança. Em seguida, a cirurgiã vascular sai com os demais da equipe e o paciente, mas se preocupa ao perceber que o marido e o enteado não estão do lado de fora do hospital. Décio (Bruno Garcia), que está jantando fora com Kleber (Kelner Macedo), é rapidamente acionado por Mauro (David Junior), chefe da emergência, que tenta controlar o fogo ainda no início do incidente, mas sem sucesso. No caminho de volta ao hospital, o diretor e o namorado são vítimas de homofobia por parte do motorista e Kleber é agredido. Já no hospital, Décio se junta aos demais na evacuação da unidade e acaba preso com pacientes em um dos muitos andares do edifício. Na calçada, Charles (Pablo Sanábio), Vera (Drica Moraes), Carolina, Mauro, Lívia (Bárbara Reis), Gustavo (Marcelo Batista) e Keiko (Julia Shimura) ajudam como podem. Kleber, angustiado com a demora de Décio, entra no Edith de Magalhães em chamas e fica gravemente ferido em uma explosão. Com a falta de estrutura e a urgência do caso, Charles decide realizar um procedimento cirúrgico no rapaz dentro da ambulância. Mensagem final: Bombeiros salvam vidas. Ligue 193. |              |               |                                        |                                                                               |                        |           |
| 42 | 6            | "Episódio 6"  | Mini Kerti                             | Lucas Paraizo, Flavio Araujo e Pedro Riguetti                                 | 16 de setembro de 2021 | 18,2      |
| Carolina (Marjorie Estiano) e Evandro (Júlio Andrade) se deparam com um rapaz em estado grave. O paciente é baleado ao tentar proteger a avó, Dona Maria (Claudia di Moura), durante um tiroteio. Ela chega ao Edith de Magalhães acompanhando o neto, e é amparada por Décio (Bruno Garcia) enquanto aguarda notícias sobre o estado de saúde do rapaz. Apesar da dificuldade do caso, Carolina e Evandro conseguem estabilizar o paciente, que ainda requer muitos cuidados. Dona Maria, então, decide permanecer no hospital e não perde a fé na recuperação do neto. Mais cedo, antes de chegar ao trabalho, a dupla de cirurgiões decide ir à casa de Selma (Grace Passô), amiga de Diana (Ana Flavia Cavalcanti), para tentar obter informações sobre o paradeiro da ex-namorada de Evandro. Mas o que Selma diz não é o suficiente para Carolina, que, sem que Evandro saiba, decide voltar ao local no fim do expediente. No hospital, Vera (Drica Moraes) atende uma menina que precisa de um cirurgia de emergência no esôfago. A infectologista, então, passa o caso da criança para Carolina e, em seguida, recebe a notícia de que seu filho Leonardo (João Vitor Silva) está a caminho da emergência. Enquanto realizava uma prova, o jovem passou mal devido ao uso irregular de medicamentos. O ocorrido faz com que Adilson (Enrique Diaz), ex-marido de Vera, apareça no Edith de Magalhães. Mensagem final: Não use medicamentos sem orientação médica. A automedicação pode agravar doenças, gerar dependência e até risco de morte. |              |               |                                        |                                                                               |                        |           |
| 43 | 7            | "Episódio 7"  | Mini Kerti e Rebeca Diniz              | Lucas Paraizo e Márcio Alemão                                                 | 23 de setembro de 2021 | 18,8      |
| Carolina (Marjorie Estiano) sabe que Diana (Ana Flavia Cavalcanti) ama o filho, apesar de ter se afastado e deixado a criança com ela e Evandro (Júlio Andrade). Por isso, a médica não mede esforços para ajudá-la, mesmo que para isso tenha que mentir para o marido e colocar seu casamento em risco. A cirurgiã vascular precisa correr para a casa de Selma (Grace Passô) ao saber que ela encontrou Diana desacordada no sofá. Com sintomas de depressão, Diana não encontra forças para manter a rotina, apesar de toda ajuda que tem recebido de Carolina. A médica prometeu à Diana não contar a verdade sobre seu paradeiro para Evandro, e se sente cada vez mais angustiada ao imaginar o filho do médico crescendo longe da mãe. A situação ainda piora quando ela recebe um telefonema de Selma avisando que Diana sumiu. No hospital, Evandro segue exercendo sua função, mas acaba virando ‘o cupido’ de dois pacientes, que se conhecem por meio de um aplicativo de namoro. Quem também acompanha o romance é Dona Maria (Claudia di Moura), avó de um dos pacientes. Ela não sai do lado do neto e acaba desenvolvendo uma relação afetiva com os funcionários e demais pacientes da unidade. Em outro setor da emergência, Vera (Drica Moraes) e Mauro (David Junior) atendem Avelino (Osvaldo Mil), que chega com muita dor nas costas e sem conseguir andar. Acompanhado da namorada Cátia (Giowana Cambrone), ele recebe a notícia de que precisará operar. Diante da delicadeza do caso, Avelino decide procurar por seu filho Tito (Caio Vegatti), com quem não fala há algum tempo por ele não aceitar sua relação com Cátia, por ser transsexual. Mensagem final: A depresão é uma doença que pode atingir qualquer pessoa. Ligue 188: Central de Valorização da Vida. |              |               |                                        |                                                                               |                        |           |
| 44 | 8            | "Episódio 8"  | Pedro Waddington                       | Lucas Paraizo e Márcio Alemão                                                 | 30 de setembro de 2021 | 17,7      |
| O clima entre Evandro (Júlio Andrade) e Carolina (Marjorie Estiano) está pesado. Depois que a médica decidiu ajudar Diana (Ana Flavia Cavalcanti) às escondidas, Evandro se sente traído e não consegue entender que Carolina fez tudo pensando no bem do seu filho. A situação entre os dois interfere ainda na rotina de trabalho. Décio (Bruno Garcia), na posição de amigo, aconselha Evandro que decide repensar sobre o assunto e conversar com a esposa. Quando tudo parece entrar nos eixos de novo, Diana ressurge no hospital. Aparentemente recuperada da depressão, ela quer fazer parte da vida do filho e seu retorno promete movimentar a dinâmica do casal com o pequeno Francisco, a relação entre pai e filho e, claro, o casamento dos dois. Evandro não confia, mas Diana está decidida a retomar o papel de mãe, mesmo que para isso precise recorrer à justiça. Enquanto tentam lidar com as questões pessoais, o casal de médicos recebe Pérsio (Luiz Octavio Moraes) no hospital com fortes dores abdominais. A esposa do paciente é Marilda (Marcia Dantos), enfermeira que atualmente se dedica para cuidar do marido, que sofre com câncer há anos. Após enfrentar mais uma cirurgia, Persio se recupera em um leito ao lado de onde está o neto de Dona Maria (Claudia di Moura), vítima de bala perdida que está sendo tratado pela equipe do Edith de Magalhães. Dona Maria não sai do hospital e acredita na plena recuperação do rapaz e tenta transmitir sua fé e esperança ao paciente vizinho. Apesar das palavras de incentivo, Persio está cansado e pede ajuda da própria esposa para acabar com seu sofrimento. Também no hospital, Mauro (David Junior) e Vera (Drica Moraes) atendem Gian (Isaque Lopes), estudante universitário que foi vítima de um trote racista e tem uma grave reação alérgica à tinta branca, espalhada por seu corpo pelos demais estudantes. O pai do rapaz que liderou a ação, Pena (Antônio Fragoso), tentará subornar Genésio (Aílton Graça), pai da vítima. Mas Gian está decidido a denunciar os envolvidos. Mensagem final: Racismo é crime. Denuncie. Pratique o antirracismo. |              |               |                                        |                                                                               |                        |           |
| 45 | 9            | "Episódio 9"  | Júlio Andrade                          | Lucas Paraizo e Flavio Araujo                                                 | 7 de outubro de 2021   | 13,9      |
| Uma greve por melhorias na saúde pública deixa a rotina dos profissionais ainda mais caótica. Com a equipe reduzida, parte dos pacientes que chega ao Edith de Magalhães precisa voltar para casa sem atendimento, com exceção dos casos mais graves. A situação causa revolta nas pessoas que procuram ajuda na emergência, e, na tentativa de apaziguar os ânimos, Charles (Pablo Sanábio) acaba agredido por um paciente. O impacto da paralisação afeta ainda os casos cirúrgicos, já que o hospital fica sem equipe de limpeza para higienizar a sala de cirurgia. Mas Dona Maria (Claudia di Moura), que não sai do lado do neto desde que o rapaz deu entrada na emergência, vítima de uma bala perdida, não se conforma ao perceber que a situação impede uma nova intervenção cirúrgica de emergência, após piora do estado de saúde do neto, e decide limpar o ambiente para surpresa dos médicos. O caso interfere ainda no dia a dia de Evandro (Júlio Andrade). O casamento dele com Carolina (Marjorie Estiano) está estremecido desde que a médica decidiu ajudar Diana (Ana Flavia Cavalcanti) às escondidas do marido. Agora, ele enfrenta uma batalha na justiça e Carolina decide passar um tempo na casa de Vera (Drica Moraes). Separados, os dois enfrentam o medo de se afastarem de Francisco. E, como parte da luta para se manter próximo do filho, Evandro precisa ser acompanhado por uma assistente social logo no dia da greve. Diante do caos e da urgência no atendimento ao neto de Dona Maria, a rotina do médico se torna ainda mais difícil não só na prática, mas também aos olhos da mulher que está avaliando o seu dia a dia e suas condições para exercer o papel de pai. Carolina, por sua vez, ao chegar no hospital com Vera, se depara com um entregador de comida na porta da emergência. Ele sofre com problemas renais, mas não entende a gravidade de seu caso. Preocupado com o trabalho e acreditando se tratar de mais um cálculo renal que pode ter o tratamento adiado, ele decide deixar a unidade sem avisar ninguém, para o desespero de Carolina. Enquanto isso, Mauro (David Junior) reencontra Karen (Nathalia Fabris), jovem bailarina que foi sua paciente e ficou impossibilidade de dançar após um erro médico. Acompanhada da mãe, Nilce (Cyria Coentro), a jovem aparece no Edith de Magalhães com fortes dores e precisa ser operada novamente. Gilson (Luciano Quirino), o pai da menina é contra o envolvimento de Mauro no caso, mas a paciente está cansada e decide seguir com o tratamento aconselhado pelo neurocirurgião, que vê no procedimento uma chance de consertar o erro do passado. Mensagem final: Em defesa do SUS. Em defesa da vida. |              |               |                                        |                                                                               |                        |           |
| 46 | 10           | "Episódio 10" | Mini Kerti                             | Lucas Paraizo e André Sirangelo                                               | 13 de outubro de 2021  | 19,8      |
| A batalha judicial pela guarda de Francisco, filho de Evandro (Júlio Andrade) e Diana (Ana Flavia Cavalcanti), começa. Décio (Bruno Garcia) é uma das testemunhas que depõem a favor de Evandro, assim como Carolina (Marjorie Estiano), que, mesmo separada dele, abre o coração e declara toda a sua confiança no médico, também na função de pai. Durante o julgamento, fica evidente o amor que ambos sentem pela criança, mas uma testemunha chave pode determinar o veredicto. De última hora, Rosa (Josie Antello) é chamada para depor sobre o dia em que Evandro pediu que ela olhasse Francisco, já que ele não tinha com quem deixar o menino ao ser chamado para uma emergência no hospital, e um grande incêndio tomou conta do Edith de Magalhães. Enquanto isso, no hospital, Carolina e Vera (Drica Moraes) atendem Debora (Laura Barreto). Acompanhada de uma amiga, a jovem chega ao Edith de Magalhães com forte enjoo e descobre que está grávida. A notícia deixa a menina – que apresenta hematomas pelo corpo - em pânico. Carolina e Vera desconfiam de que se trata de abuso sexual e, apesar de darem total abertura para Debora, ela não revela a história real por trás da gravidez e recebe alta. No dia seguinte, Debora retorna à emergência, dessa vez com um grande sangramento uterino. As médicas logo entendem de que se trata de uma complicação de procedimento irregular realizado na tentativa de interromper a gestação, mas não imaginam que o abusador da menina está no hospital à espera de notícias sobre o estado de saúde da jovem. Charles (Pablo Sanábio) atende Toniquinho (Tadeu Mello), um homem que mora em uma carrocinha improvisada ao lado de seu melhor amigo, o cachorro Felipe e dá entrada na emergência com leptospirose. O caso do paciente se torna grave e ele precisa ficar internado, mas o animal de estimação fica à sua espera e recebe todo carinho e atenção de Charles. Mas nem só de casos urgentes vivem os profissionais do Edith de Magalhães. Dessa vez, Mauro (David Junior) e Vera lidam com um sentimento diferente e ainda maior que desenvolveram um pelo outro. Apesar de terem se estranhado assim que se conheceram, os dois criaram uma relação de cumplicidade e muita amizade ao longo dos dias de trabalho e, enfim, o neurocirurgião decide convidar Vera para sair. Mensagem final: Abuso sexual é crime. Denuncie. Ligue 100. Disque Direitos Humanos. |              |               |                                        |                                                                               |                        |           |
| 47 | 11           | "Episódio 11" | Andrucha Waddington e Pedro Waddington | Lucas Paraizo, Márcio Alemão, André Sirangelo, Flavio Araujo e Pedro Riguetti | 21 de outubro de 2021  | 18,5      |
| Diana (Ana Flavia Cavalcanti) deixa o Rio de Janeiro com destino a Minas Gerais com o pequeno Francisco. A partida dos dois e, consequentemente, a distância que os separam da criança deixa Evandro (Júlio Andrade) e Carolina (Marjorie Estiano) de coração partido. Mas uma decisão surpreendente da mãe do menino muda os rumos dessa história e emociona o casal de médicos. Dona Maria (Claudia di Moura), que esteve o tempo todo ao lado do neto, internado vítima de bala perdida, mais uma vez demonstra a fé e a esperança que a mantiveram firme no hospital por todo esse tempo. Depois de sonhar com o jovem, ela procura Evandro, que decide retirar a sedação do paciente na expectativa que ele acorde. A ansiedade toma conta de Dona Maria, que acaba precisando de atendimento médico. Um aluno atira em colegas no pátio da escola. Os envolvidos no ocorrido são levados ao Edith de Magalhães, inclusive o atirador, que leva uma pancada na costela e precisa de atendimento médico. A mãe do rapaz chega ao hospital sem entender tal violência e não se conforma quando percebe que ela mesma facilitou a ação do filho. Mensagem final: Jovens precisam de futuro, não de armas. |              |               |                                        |                                                                               |                        |           |

## Produção
O elenco principal volta na quarta temporada, porém, sem a presença de Roberta Rodrigues que fez uma participação no especial Sob Pressão: Plantão Covid (2020), pois foi escalada para a telenovela das seis Nos Tempos do Imperador.
Para representar o novo hospital da equipe, Edith de Magalhães, foram escolhidos seis andares do prédio do Jockey Clube, no centro do Rio de Janeiro como cenário principal da locação.

## Recepção

### Resposta da crítica
Patrícia Kogut do portal O Globo, elogiou o enredo e a direção: "[o enredo] faz o painel maior da precariedade da medicina pública brasileira (...) a câmera também se aproxima para focar na emoção dos personagens" Leandro Fernandes da revista Contigo! elogiou a excelência técnica da série, porém destacou o fato da série continuar repetindo em temáticas já vistas nas temporadas anteriores: "a falta de equipamento e insumos e o reflexo dos problemas sociais no dia-a-dia dos profissionais de saúde tomam mais uma vez um lugar de destaque, com alguns diálogos dolorosamente didáticos, como se estivessem a todo custo tentando ensinar uma lição ao telespectador."

### Prêmios e indicações
| Ano  | Prêmio                             | Categoria                                | Indicado                           | Resultado | Ref.          |
| ---- | ---------------------------------- | ---------------------------------------- | ---------------------------------- | --------- | ------------- |
| 2021 | Prêmio F5                          | Melhor Série                             | Melhor Série                       | Venceu    | [ 41 ] [ 42 ] |
| 2021 | Prêmio F5                          | Melhor Atriz de Série                    | Marjorie Estiano                   | Venceu    | [ 41 ] [ 42 ] |
| 2021 | Prêmio F5                          | Melhor Ator de Série                     | Júlio Andrade                      | Venceu    | [ 41 ] [ 42 ] |
| 2021 | Prêmio Contigo! Online             | Melhor Série – TV ou Streaming           | Melhor Série – TV ou Streaming     | Indicado  | [ 43 ]        |
| 2021 | Prêmio Contigo! Online             | Melhor Atriz de Série                    | Marjorie Estiano                   | Venceu    | [ 43 ]        |
| 2021 | Prêmio Contigo! Online             | Melhor Ator de Série                     | Júlio Andrade                      | Indicado  | [ 43 ]        |
| 2021 | Prêmio Contigo! Online             | Melhor Atriz Coadjuvante de Novela/Série | Drica Moraes                       | Venceu    | [ 43 ]        |
| 2021 | Melhores do Ano NaTelinha          | Melhor Dramarturgia                      | Melhor Dramarturgia                | Venceu    | [ 44 ] [ 45 ] |
| 2021 | Prêmio Notícias da TV              | Série Nacional                           | Série Nacional                     | Venceu    | [ 46 ]        |
| 2021 | Prêmio Notícias da TV              | Atriz/Ator de Série                      | Marjorie Estiano                   | Venceu    | [ 46 ]        |
| 2021 | Prêmio APCA                        | Melhor Seriado/Minissérie                | Melhor Seriado/Minissérie          | Indicado  | [ 47 ] [ 48 ] |
| 2022 | Grande Prêmio do Cinema Brasileiro | Melhor Série de Ficção – TV Aberta       | Melhor Série de Ficção – TV Aberta | Venceu    | [ 49 ]        |